# سلمى بلير
سلمى بلير (بالإنجليزية: Selma Blair)‏ ممثلة أمريكية يهودية من مواليد 23 يونيو 1972. شاركت في أعمال جماهيرية كلاسيكية كفيلم "نوايا قاسية" و"شقراء قانونياً" وسلسلة "فتى الجحيم" و"ليغالي بلوند" و"هيلبوي".، أدرجتها شبكة بي بي سي ضمن قائمتها لعام 2022 لأكثر 100 امرأة ملهمة ومؤثرة حول العالم.

## حياتها المبكرة
ولد بلير في 23 يونيو 1972 في ساوثفيلد بولاية ميشيغان، وهي الأصغر من بين أربع بنات لأم تعمل قاضية، ووالد محامي. انفصل والديها عندما كانت في الـ 23 من عمرها، وغيرت اسمها الأخير بعد ذلك من بيتنز إلى بلير. تنحدر بلير من أسرة يهودية من جهة والدها، فيما كانت أمها ذات أصول استكلندية.

## إصابتها بالتصلب اللويحي
أعلنت سلمى بلير إصابتها بمرض التصلب اللويحي عبر حسابها في انستقرام، وحصدت تعاطفاً جماهيرياً بعد جهودها في التوعية المجتمعية عن المرض، حيث شاركت الجمهور رحلتها العلاجية والتحديات التي واجهتها، وأصدرت مذكراتها "الطفل اللئيم"، وتعاونت مع شركات لمستحضرات التجميل لانتاج مستحضرات سهلة الاستخدام للجميع مهما كانت قدرتهم على الحركة، ما جعل بي بي سي تدرجها ضمن قائمتها لأكثر 100 امرأة ملهمة ومؤثرة حول العالم لعام 2022.

## اعترافات "الطفل اللئيم"
نشرت سلمى بلير مذكراتها تحت عنوان "الطفل اللئيم"، وأوردت معلومات صادمة عن ماضيها، حيث أشارت إلى أن أنها شربت الكحول وهي ابنة سبعة أعوام، وأدمنتها لاحقاً حتى أقلعت عنها في عام 2016، كما كشفت عن تعرضها للاغتصاب أثناء المرحلة الجامعية، بعد أن أفرطت بشرب الكحول في إحدى العطلات الربيعية، وأفصحت عن تعرضها للاعتداء الجنسي خلال فترة مراهقتها من قبل أحد عمداء مدرسة كرانبروك الداخلية في بلومفيلد هيلز بولاية ميشيغان.

## مواقع خارجية
- سلمى بلير على موقع IMDb (الإنجليزية)
- سلمى بلير على موقع روتن توميتوز (الإنجليزية)
- سلمى بلير على موقع ألو سيني (الفرنسية)
- سلمى بلير على موقع أول موفي (الإنجليزية)
- سلمى بلير على موقع قاعدة بيانات الأفلام السويدية (السويدية)
- سلمى بلير على موقع إن إن دي بي (الإنجليزية)
- سلمى بلير على موقع قاعدة بيانات الفيلم (الإنجليزية)
- سلمى بلير على موقع كينوبويسك (الروسية)